# Madison Brengle
Madison Brengle (Dover (Delaware), 3 april 1990) is een tennisspeelster uit de Verenigde Staten van Amerika. Zij begon met tennis toen zij twee jaar oud was. Haar favoriete ondergrond is gras.

## Loopbaan

### Enkelspel
Madison Brengle nam voor het eerst deel aan ITF-toernooien in 2005. Reeds datzelfde jaar bereikte zij een finale, op het ITF-toernooi van Baltimore – zij won daar meteen haar eerste titel, op vijftienjarige leeftijd. In totaal heeft zij tot op heden(juni 2022) zestien ITF-titels gewonnen.
In 2007 nam zij voor het eerst deel aan een grandslamtoernooi: het Australian Open – in de eerste ronde verloor zij van Patty Schnyder. Ook op andere grandslamtoernooien kwam zij jarenlang niet voorbij de eerste ronde. In datzelfde jaar nam zij eveneens voor het eerst deel aan een WTA-toernooi, het toernooi van Los Angeles – door winst op Flavia Pennetta bereikte zij de tweede ronde, waarin zij verloor van Jelena Dementjeva. Ook op het WTA-toernooi van Washington 2011 bereikte zij de tweede ronde, door te winnen van Melinda Czink. Zij stond in 2015 voor het eerst in een WTA-finale, op het toernooi van Hobart – in de eindstrijd verloor zij van de Britse Heather Watson. In 2020 veroverde Brengle haar eerste WTA-titel, op het toernooi van Newport Beach, door de Zwitserse Stefanie Vögele te verslaan.
Haar hoogste positie op de WTA-ranglijst is de 35e plaats, bereikt in mei 2015. Haar beste resultaat op de grandslamtoernooien is het bereiken van de vierde ronde, op het Australian Open 2015.

### Dubbelspel
In 2005 nam Brengle voor het eerst deel aan een ITF-toernooi. Zij nam in 2007 voor het eerst deel aan een grandslamtoernooi, het US Open, samen met landgenote Ashley Weinhold. Later in 2007 bereikte zij een finale, op het ITF-toernooi van Augusta – samen met landgenote Kristy Frilling won zij hier haar eerste titel. In totaal won zij tot op heden(juni 2022) zeven ITF-titels.
In 2008 nam Brengle voor het eerst deel aan een WTA-toernooi: het toernooi van Cincinnati, weer samen met Kristy Frilling – zij bereikten de halve finale. Zij stond in 2022 voor het eerst in een WTA-finale, op het toernooi van Gaiba, samen met landgenote Claire Liu – hier veroverde zij haar eerste titel, door het koppel Vitalia Djatsjenko en Oksana Kalasjnikova te verslaan.
Haar hoogste positie op de WTA-ranglijst is de 86e plaats, bereikt in mei 2017. Haar beste resultaat op de grandslamtoernooien is het bereiken van de derde ronde, op Roland Garros 2016, samen met de Duitse Tatjana Maria.

## Posities op deWTA-ranglijst
Positie per einde seizoen:
| jaar | rang enkelspel | rang dubbelspel |
| ---- | -------------- | --------------- |
| 2005 | 777            | –               |
| 2006 | 508            | 963             |
| 2007 | 240            | 481             |
| 2008 | 225            | 239             |
| 2009 | 155            | 325             |
| 2010 | 189            | 282             |
| 2011 | 192            | 462             |
| 2012 | 190            | 251             |
| 2013 | 153            | 263             |
| 2014 | 94             | 347             |
| 2015 | 40             | 197             |
| 2016 | 75             | 113             |
| 2017 | 82             | 175             |
| 2018 | 90             | 222             |
| 2019 | 94             | 237             |
| 2020 | 81             | 253             |
| 2021 | 58             | 379             |

## Palmares
| Legenda                 |
| ----------------------- |
| Grandslamtoernooi       |
| Olympische Spelen       |
| Year-End Championships  |
| Premier Mandatory       |
| Premier Five / WTA 1000 |
| Premier / WTA 500       |
| International / WTA 250 |
| Challenger / WTA 125    |

### WTA-finaleplaatsen enkelspel
| nr.              | finale     | toernooi          | ondergrond    | tegenstandster  | score         |         |
| ---------------- | ---------- | ----------------- | ------------- | --------------- | ------------- | ------- |
| gewonnen finales |            |                   |               |                 |               |         |
| 1.               | 2020-02-02 | WTA Newport Beach | hardcourt     | Stefanie Vögele | 6-1, 3-6, 6-2 | details |
| 2.               | 2021-11-07 | WTA Midland       | hardcourt (i) | Robin Anderson  | 6-2, 6-4      | details |
| verloren finales |            |                   |               |                 |               |         |
| 1.               | 2015-01-17 | WTA Hobart        | hardcourt     | Heather Watson  | 3-6, 4-6      | details |

### WTA-finaleplaatsen vrouwendubbelspel
| nr.              | finale     | toernooi  | ondergrond | partner    | tegenstandsters                        | score    |         |
| ---------------- | ---------- | --------- | ---------- | ---------- | -------------------------------------- | -------- | ------- |
| gewonnen finales |            |           |            |            |                                        |          |         |
| 1.               | 2022-06-19 | WTA Gaiba | gras       | Claire Liu | Vitalia Djatsjenko Oksana Kalasjnikova | 6-4, 6-3 | details |
| verloren finales |            |           |            |            |                                        |          |         |
| geen             |            |           |            |            |                                        |          |         |

## Resultaten grandslamtoernooien
| Legenda | Legenda                          |
| ------- | -------------------------------- |
| g.t.    | geen toernooi gehouden           |
| l.c.    | lagere categorie                 |
| –       | niet deelgenomen                 |
| G       | uitgeschakeld in de groepsfase   |
| 1R      | uitgeschakeld in de eerste ronde |
| 2R      | uitgeschakeld in de tweede ronde |
| 3R      | uitgeschakeld in de derde ronde  |
| 4R      | uitgeschakeld in de vierde ronde |
| KF      | uitgeschakeld in de kwartfinale  |
| HF      | uitgeschakeld in de halve finale |
| F       | de finale verloren               |
| W       | het toernooi gewonnen            |
| w-v     | winst/verlies-balans             |

### Enkelspel
| toernooi        | 2007 | 2008 |    | 2014 | 2015 | 2016 | 2017 | 2018 | 2019 | 2020 | 2021 | 2022 |
| --------------- | ---- | ---- | -- | ---- | ---- | ---- | ---- | ---- | ---- | ---- | ---- | ---- |
| Australian Open | 1R   | 1R   | –  | 4R   | 3R   | 1R   | 1R   | 2R   | 1R   | 2R   | 2R   |      |
| Roland Garros   | –    | 1R   | –  | 1R   | 1R   | 2R   | 1R   | 1R   | 1R   | 2R   | 2R   |      |
| Wimbledon       | –    | –    | –  | 1R   | 1R   | 3R   | 2R   | 2R   | g.t. | 3R   |      |      |
| US Open         | 1R   | –    | 2R | 3R   | 1R   | 1R   | 1R   | 1R   | 3R   | 1R   |      |      |

### Vrouwendubbelspel
| toernooi        | 2007 |    | 2015 | 2016 | 2017 | 2018 | 2019 | 2020 | 2021 | 2022 |
| --------------- | ---- | -- | ---- | ---- | ---- | ---- | ---- | ---- | ---- | ---- |
| Australian Open | –    | –  | 1R   | 1R   | 2R   | –    | –    | 1R   | 1R   |      |
| Roland Garros   | –    | 2R | 3R   | 2R   | –    | –    | 1R   | 1R   | 1R   |      |
| Wimbledon       | –    | 1R | 2R   | –    | –    | 1R   | g.t. | 1R   |      |      |
| US Open         | 1R   | 1R | 1R   | 1R   | –    | 1R   | –    | 1R   |      |      |

### Gemengd dubbelspel
| Toernooi        | 2015 | 2016 |
| --------------- | ---- | ---- |
| Australian Open | –    | –    |
| Roland Garros   | –    | –    |
| Wimbledon       | 2R   | 1R   |
| US Open         | –    | –    |